# ЦЕР-20
ЦЕР (Цифарски Електронски Рачунар) модел 20 је рани дигитални рачунар развијен 1964. у Институту Михајло Пупин као „електронска књиговодствена машина“:
... Потребе за књиговодственим машинама у нашој земљи (а и у свету) су велике. Оне постају неопходна опрема за савремено административно пословање.— из монографије института из 1964., аутор: Тихомир Алексић